# Ferrari 575 GTZ
Ferrari 575 GTZ – samochód sportowy klasy wyższej produkowany pod włoską marką Ferrari w latach 2006 – 2008. 

## Historia i opis modelu
W połowie pierwszej dekady XXI wieku Yoshiyuki Hayashi, japoński kolekcjoner samochodów Ferrari, zwrócił się z prośbą do słynnej włoskiej manufaktury i producenta nadwozi Zagato o opracowanie nowego projektu w oparciu o posiadane przez niego dwa egzemplarze modelu 575M Maranello. Kluczową wytyczną było zainspirowanie się klasycznym modelem  Ferrari 250 GTZ z 1956 roku, w efekcie czego zbudowany został unikatowy samochód na specjalne zamówienie.
575 GTZ otrzymało całkowicie nowy projekt nadwozia w wykonaniu Zagato o charakterystycznych dla innych samochodów stylizowanych przez to studio, wyróżniając się smukłą sylwetką, podłużną maską, a także krótkim tyłem z nieregularnie ukształtowaną szybą oraz charakterystycznym garbem. Wykonane z aluminium nadwozie pomalowano na dwa kolory, z jaśniej pomalowanym dachem.
Ferrari 575 GTZ napędzane było przez wolnossący, 5,5 litrowy silnik benzynowy typu V12 rozwijający moc 515 KM, który przenosił moc na tylną oś przy pomocy sekwencyjnej 6-stopniowej przekładni konstrukcji Magneti Marelli stosowanej w bolidach Formuły 1.

### 550 GTZ Barchetta
W 2008 roku w oparciu o 575 GTZ Zagato zbudowało także odmianę roadster ze składanym materiałowym dachem, zyskując nazwę Ferrari 550 GTZ Barchetta oraz takie same parametry techniczne. Wariant ten zyskał jeszcze bardziej unikatowy charakter od coupe, powstając łącznie w 3 egzemplarzach.

### Sprzedaż
Jako samochód ściśle limitowany zbudowany na specjalne zamówienie, manufaktura Zagato zbudowała w swoich zakładach pod Mediolanem łącznie 6 egzemplarzy wariantu coupe. Dekadę później, zarówno odmiana zamknięta, jak i z otwartym dachem trafiała na aukcje z cenami sięgającymi pułapu 1 miliona euro.

### Silnik
- V12 5.5l 515 KM